# Scopula coarctata
Scopula coarctata là một loài bướm đêm trong họ Geometridae.